# Embletonia blada
Embletonia blada (Tenellia adspersa) – mały, jasno ubarwiony bezmuszlowy bałtycki ślimak tyłoskrzelny. Głowa zaopatrzona jest w 2 służące jako narząd dotyku długie czułki, za którymi położona jest para niewielkich oczu. Z boków ciała wyrastają maczugowate wyrostki grzbietowe, zebrane w pęczki w liczbie do 5. Osiąga maksymalnie 7 mm długości. Rozmiary ciała i ubarwienie embletonii powodują, że jest ona trudna do zauważenia.
Embletonia blada to zwierzę, jak na ślimaka, ruchliwe. Zamieszkuje dość pospolicie porastające płytkie i zaciszne zatoki morskie gęstwiny podwodne, tworzone zarówno przez rośliny, jak i kolonie stułbiopławów. Jest jednym z najpospolitszych ślimaków tyłoskrzelnych Bałtyku.